# Narratio
Narratio är en berättelse som ger en kort, klar och trovärdig skildring av något. Narratio är den andra delen av fem i den klassiska retorikens disposition, dispositio. Den kommer efter talets inledning, exordium. Övriga tre delar är propositio (framställande), argumentatio (argument) och peroratio (avslutning).

## Historia
I den klassiska retoriken användes narratio för att sätta in åhöraren i det som tidigare hänt. Quintilianus menade att narratio skulle vara trovärdig och sannolik, men inte nödvändigtvis sann. Om man exempelvis höll ett tal inför en domstol så fanns det i den här delen av talet möjlighet att förstora vissa detaljer som talade för din sak. På samma sätt kunde man även förminska eller helt undanhålla andra detaljer som talade till sin nackdel. En alltför lång inledande berättelse kunde enligt Quintilianus leda till att åhörarna blev uttråkade och därmed tappade intresset för det som talaren sedan skulle presentera. Att narratio skulle vara kort innebar dock inte att man fick undgå att lyfta fram viktiga fakta. Därför var klarheten viktig. Publiken skulle få en kort men tydlig presentation av ämnet och de fakta som det berörde. Men kravet att narratio skulle vara kort uteslöt inte elegans. En välformulerad berättelse fick åhörarna att lyssna och risken för att skapa ett ointresse för övriga talet minskade. Huruvida man som talare skulle föregripa den klassiska dispositionens fjärde del, argumentationen, eller ej var en omdiskuterad fråga. Man menade här att talaren borde så ett frö i publikens sinnen, som sedan skulle få gro till den kommande argumentationen. En annan omstridd punkt var om talaren skulle uppvisa en påhittad saklighet och objektivitet och därmed helt undvika det känslomässiga.  Quintilianus menade dock att man i samtliga delar av talet skulle försöka påverka åhörarnas känslor. 

## Nutid
Som tidigare nämnts så menade man i den klassiska retoriken att man i talets alla delar skulle försöka spela på publikens känslor. Målet med detta är att få åhörare som tror på det talaren säger, som förstår det och som känner det som talaren vill att de ska känna. Därmed är narratio den del av talet där talaren skapar en enhetlig grupp av de många olika individer som finns i gruppen. För att göra detta måste han eller hon försöka hitta gemensamma nämnare hos publiken. Dessa nämnare är dock inte egenskaper som är gemensamma mellan åhörarna utan på vad som är syftet med den text eller det tal som framförs. Om talaren exempelvis baserar sitt tal på mestadels logiska fakta så bör han eller hon försöka åberopa publikens rationalitet och förnuft genom att i narratio främst tala till deras intellekt. Vill talaren istället spela på publikens känslor så bör exempelvis åhörarnas högstående moral framhållas. I och med detta så kan valen som talaren gör i narratio variera, men gemensamt är ändå att dessa måste utgå från en kännedom och förståelse för publiken.